# ویتلند
ویتلند (به انگلیسی: Whitland) یک شهرک در ولز است که در کارمارتنشر واقع شده‌است. ویتلند ۱٬۷۹۲ نفر جمعیت دارد.